# Опсада Москве (1608)
Опсада Москве (1608) од стране Лажног Димитрија II била је део Смутног времена.

## Увод
Од смрти Лажног Димитрија 1606, његове преживеле присталице шириле су гласине о његовом спасењу и повратку: у име цара Димитрија подигнут је и устанак Болотњикова (1606—1607), а бројни други самозванци под разном именима ("Лажни Петар") преплавили су Русију. Најзад се у лето 1607. у Стародубу на западној граници Русије појавио нови претендент са подршком пољско-литванских магната, који је остао у историји под именом Лажни Димитрије II.
Већина градова у Северији пришла је узурпатору, и Лажни Димитрије II је у септембру 1607. уз помоћ Болотњиковљевог атамана Ивана Заруцког и пољских најамника у Стародубу окупио војску са циљем да разбије опсаду Туле, али је предаја Болотњикова осујетила ове планове. У току зиме 1607-1608. у Орелу претендентова војска је ојачала због прилива преживелих устаника из Туле, козака са Дона, Волге и Дњепра и нових одреда пољске коњице, које је предводио кнез Роман Рожински. У априлу 1608. ова војска је кренула на Москву преко Калуге и Можајска, потукла трупе Василија Шујског код Болхова и Ходинке (25. јуна) и утврдила се у селу Тушину, у предграђу Москве.

## Опсада
У жељи да ослаби "Тушинског разбојника", цар Василије је у јулу 1607. потписао споразум са краљем Жигмундом, коме је обећао ослобођење свих пољских заробљеника у замену за повлачење свих Пољака од Москве. У пракси, ослобођени Пољаци прешли су у службу узурпатора, царица Марина (удовица Лажног Димитрија) препознала је "Тушинског лопова" као свог мужа, док су нови одреди пољске властеле стигли под Москву под вођством Јана Сапјехе. До јесени 1607. многи московски бољари напустили су Василија Шујског и прешли самозванцу у Тушино, укључујући Филарета Романова, који је проглашен за патријарха. 
Опсада није била потпуна, пошто је Москва добијала намирнице из Рјазања, који је остао веран Шујском, али је војска узурпатора у јесен 1607. покорила готово читаву северну и источну Русију (сем Новгорода, Смоленска, Нижњег Новгорода и Казања). Тешки намети од стране Пољака и козака изазвали побуне руских сељака, грађана и властеле. Почетком 1609. у Москви су угушене две побуне бољара притив Василија Шујског, али је цар добио помоћ у виду шведске интервенције у Русији, и удружена руско-шведска војска под командом Михаила Скопин-Шујског кренула је у пролеће 1609. из Новгорода на Москву, уништавајући одреде побуњеника. Шведско мешање у руски грађански рат довело је до директне интервенције краља Жигмунда, који је у септембру 1609. опсео Смоленск. У децембру 1609. већина пољске војске напустила је Тушино и отишла под Смоленск. На вести о примицању Швеђана, остатак побуњеника покорио се цару Василију или повукао у Калугу са Лажним Димитријем II. Марта 1610. опсада Москве је дигнута.

## Последице
Удружена руско-шведска војска кренула је из Москве на Смоленск, али је уништена код Клушина, после чега је цар Василије Шујски свргнут и замонашен 17. јула 1610. У августу 1610. пољски хетман Станислав Жолкевски заузео је Москву, оставивши у Кремљу пољски гарнизон од 3.000 људи, док је Бољарска дума (предвођена Филаретом Романовом) понудила царску круну краљевићу Владиславу у замену за војну помоћ против "Тушинског разбојника", кога је напустио и остатак пољских најамника. Краљ Жигмунд под Смоленском одбио је да прекине рат и затворио је руску делегацију, захтевајући царство са себе: тако је популарност "цара Димитрија" међу Русима поново порасла. Узурпатор је у јесен 1610. у Калуги поново окупио знатне снаге козака (предвођених Иваном Заруцким) и Татара, али је 11. децембра убијен од сопствених људи. После његове смрти, царица Марина родила је сина, Димитрија Ивановича, у чије име ће наставити борбу за власт у Русији.